# Gudang Garam
Gudang Garam is een bestuurslaag in het regentschap Serdang Bedagai van de provincie Noord-Sumatra, Indonesië. Gudang Garam telt 731 inwoners (volkstelling 2010).